# Íjászat az 1984. évi nyári olimpiai játékokon
Az 1984. évi nyári olimpiai játékokon az íjászatban két nagytávú összetett versenyszámban osztottak érmeket.

## Éremtáblázat
(A rendező ország csapata eltérő háttérszínnel, az egyes számoszlopok legmagasabb értéke, vagy értékei vastagítással kiemelve.)
| Az 1984. évi nyári olimpiai játékok éremtáblázata íjászatban | Az 1984. évi nyári olimpiai játékok éremtáblázata íjászatban | Az 1984. évi nyári olimpiai játékok éremtáblázata íjászatban | Az 1984. évi nyári olimpiai játékok éremtáblázata íjászatban | Az 1984. évi nyári olimpiai játékok éremtáblázata íjászatban | Olimpia  |
| ------------------------------------------------------------ | ------------------------------------------------------------ | ------------------------------------------------------------ | ------------------------------------------------------------ | ------------------------------------------------------------ | -------- |
|                                                              | Ország                                                       | Arany                                                        | Ezüst                                                        | Bronz                                                        | Összesen |
| 1.                                                           | Egyesült Államok (USA)                                       | 1                                                            | 1                                                            | 0                                                            | 2        |
| 2.                                                           | Dél-Korea (KOR)                                              | 1                                                            | 0                                                            | 1                                                            | 2        |
|                                                              |                                                              |                                                              |                                                              |                                                              |          |
| 3.                                                           | Kína (CHN)                                                   | 0                                                            | 1                                                            | 0                                                            | 1        |
|                                                              |                                                              |                                                              |                                                              |                                                              |          |
| 4.                                                           | Japán (JPN)                                                  | 0                                                            | 0                                                            | 1                                                            | 1        |
|                                                              |                                                              |                                                              |                                                              |                                                              |          |
| Összesen                                                     | Összesen                                                     | 2                                                            | 2                                                            | 2                                                            | 6        |

## Érmesek
| Az 1984. évi nyári olimpiai játékok érmesei íjászatban |                                                            |                                                  |                                                   |
| Versenyszám                                            | Arany                                                      | Ezüst                                            | Bronz                                             |
| Férfi négytávú összetett                               | Darrell Pace · Egyesült Államok (USA) · 2616 OCS           | Richard McKinney · Egyesült Államok (USA) · 2564 | Jamamoto Hirosi · Japán (JPN) · 2563              |
| Női négytávú összetett                                 | Szo Hjangszun (Seo Hyang-sun) · Dél-Korea (KOR) · 2568 OCS | Li Ling-csüan (Li Lingjuan) · Kína (CHN) · 2559  | Kim Dzsinho (Kim Jin-ho) · Dél-Korea (KOR) · 2555 |